# Takashi Kogure
Takashi Kogure (Kanagawa, 1 de agosto de 1980) é um automobilista japonês.

## Carreira

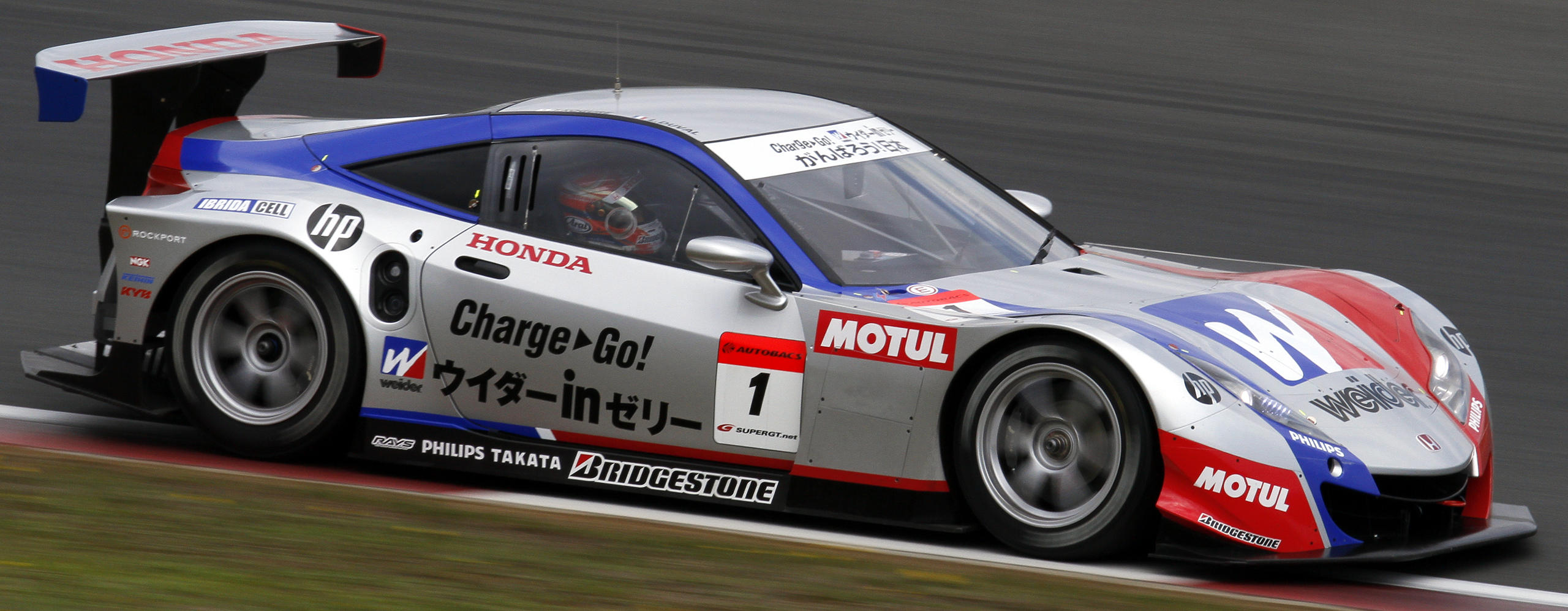
Kogure na Super GT em 2011.

Começou em 2001 pela Fórmula 3 japonesa. Também disputou a Fórmula Nippon entre 2003 e 2012. Em 2003 começou a disputar a Super GT sendo campeão em 2010.É atualmente piloto de teste da equipe de Fórmula 1 Honda.